# Аліун Ндоє
Аліун Ндоє (фр. Alioune Ndoye, нар. 5 жовтня 2001, Рюфіск) — сенегальський футболіст, нападник «Віторії» (Гімарайнш).

## Ігрова кар'єра
Народився 5 жовтня 2001 року у місті Рюфіск, Сенегал. Вихованець футбольної школи клубу «Тенгет». Дорослу футбольну кар'єру розпочав 2019 року в основній команді того ж клубу, в якій провів один сезон. 
Своєю грою за цю команду привернув увагу представників тренерського штабу латвійського клубу «Валмієра», до складу якого приєднався у серпні 2020 року. Відіграв за клуб з Валмієри наступні чотири з половиною сезони своєї ігрової кар'єри. Більшість часу, проведеного у складі «Валмієри», був основним гравцем атакувальної ланки команди і одним з головних бомбардирів команди, маючи середню результативність на рівні 0,46 гола за гру першості. У січні 2025 року на правах оренди до кінця сезону перейшов у швейцарський «Серветт». Незважаючи на хороші виступи в чемпіонаті Швейцарії, де він забив 6 голів за 15 матчів, Ндоє не залишився у клубі і повернувся до «Валмієри». 
У серпні 2025 року Аліун Ндоє приєднатися до португальської «Віторії» (Гімарайнш), уклавши чотирирічну угоду.

## Статистика виступів

### Статистика клубних виступів
Станом на 5 листопада 2023
| Сезон             | Команда           | Чемпіонат         | Чемпіонат | Чемпіонат | Національний кубок | Національний кубок | Національний кубок | Континентальні кубки | Континентальні кубки | Континентальні кубки | Інші змагання | Інші змагання | Інші змагання | Усього | Усього |
| Сезон             | Команда           | Ліга              | Ігор      | Голів     | Ліга               | Ігор               | Голів              | Ліга                 | Ігор                 | Голів                | Ліга          | Ігор          | Голів         | Ігор   | Голів  |
| ----------------- | ----------------- | ----------------- | --------- | --------- | ------------------ | ------------------ | ------------------ | -------------------- | -------------------- | -------------------- | ------------- | ------------- | ------------- | ------ | ------ |
| серп.-гру. 2020   | «Валмієра»        | ВЛ                | 7         | 2         | КЛ                 | 1                  | 1                  | -                    | -                    | -                    | -             | -             | -             | 8      | 3      |
| 2021              | «Валмієра»        | ВЛ                | 8         | 4         | КЛ                 | 2                  | 1                  | ЛК                   | 2                    | 0                    | -             | -             | -             | 12     | 5      |
| 2022              | «Валмієра»        | ВЛ                | 22        | 7         | КЛ                 | 1                  | 1                  | ЛК                   | 2                    | 0                    | -             | -             | -             | 25     | 8      |
| 2023              | «Валмієра»        | ВЛ                | 13        | 2         | КЛ                 | 2                  | 1                  | ЛЧ+ЛК                | 2+4                  | 0+2                  | -             | -             | -             | 21     | 5      |
| Усього за кар'єру | Усього за кар'єру | Усього за кар'єру | 50        | 15        |                    | 6                  | 4                  |                      | 10                   | 2                    |               | -             | -             | 66     | 21     |